# Ronny Weller
Ronny Weller, född 22 juli 1969 i Oelsnitz i Sachsen, är en tysk före detta tyngdlyftare. Han vann en guldmedalj i 
110-kilosklassen vid olympiska sommarspelen 1992 i Barcelona. Weller tog också en bronsmedalj vid olympiska sommarspelen 1988 och silver vid OS i Atlanta 1996 och i Sydney 2000.
Han tog också tre silvermedaljer i världsmästerskapen 1991, 1995 och 1997 samt en guldmedalj 1993. Weller satte sex världsrekord mellan 1993 och 2000 och blev vid OS i Aten 2004 tillsammans med landsmannen Ingo Steinhöfel den andre tyngdlyftaren som tävlat i fem olympiska spel.